# Marion Bauer
Marion Eugénie Bauer (Walla Walla, 15 d'agost de 1882-South Hadley, 9 d'agost de 1955) fou una compositora americana, professora, escriptora i crítica de música. Contemporània d'Aaron Copland, Bauer va tenir un paper important a l'hora de donar forma a la identitat musical americana de la primera meitat del segle xx.
Com a compositora, Bauer va escriure per a piano, grups de cambra, orquestra simfònica, veu i agrupacions vocals. Va guanyar rellevància com a professora, servint a la facultat de la New York University (llavors Washington Square College), on va ensenyar història de la música i composició de 1926 a 1951. A més de ser professora a la NYU, Bauer estava afiliada a la Juilliard School com a conferenciant convidada des del 1940 fins a la seva mort el 1955. Bauer també va escriure sobre música: va ser editora de la Music Leader de Chicago i va publicar i co-publicar diversos llibres, incloent el seu text de 1933 Twentieth Century Music.
Al llarg de la seva vida, Bauer no sols va promoure la seva pròpia obra, sinó la nova música en general. Bauer va ajudar a fundar l'American Music Guild, l'American Music Center i l'American Composer's Alliance, on formava part del comitè directiu. També va tenir un paper com a membre del comitè directiu i secretàdeia a la League of Composeri a la Society for the Publication of American Music. Molt sovint era l'única dona en una posició de lideratge dins d'aquestes organitzacions.
La música de Bauer inclou dissonàncies i harmonies tercials, quartals i quintals, tot i que rarament fora de la tonalitat estesa, tret d'una breu experimentació amb el serialisme els anys 40. Al llarg de la seva vida, va gaudir de la interpretació de diverses obres pròpies, com l'estrena de Sun Splendor el 1947 amb la New York Philarmonic, sota la direcció de Leopold Stokowski i un concert al New York Town Hall el 1951 dedicat exclusivament a la seva música.

## Biografia

### Primers anys de vida
Marion Bauer va néixer a Walla Walla, Washington, el 15 d'agost de 1882. Els seus pares, d'ascendència francesa jueva, havien emigrat als Estats Units, on el seu pare, Jacques Bauer, tenia una botiga de tabacs i la seva mare, Julie Bauer, treballava com a professora de llengües modernes. Bauer era la més jove de set fills, amb una diferència d'edat de 17 anys entre ella i la seva germana més gran, l'Emilie. Dos dels fills de la parella van morir durant els primers anys de la seva vida, i Marion va poder conèixer només Minna, Cecil, Flora i Emillie. Una anècdota explica que la seva germana la posava sobre el piano mentre assajava o ensenyava piano. Més tard, Jacques Bauer, músic aficionat (va tocar en la banda militar després de servir-hi com a soldat en diversos conflictes), va reconèixer l'aptitud musical de la seva filla més jove i Bauer va començar a estudiar piano amb Emilie. Quan Jacques Bauer va morir el 1890, els Bauer es van mudar a Portland, Oregon, on Marion es va graduar al St. Hellen's Hall el 1898. En acabar l'escola secundària, Bauer es va trobar amb la seva germana Emilie a Nova York per començar una carrera de composició.

### Estudis

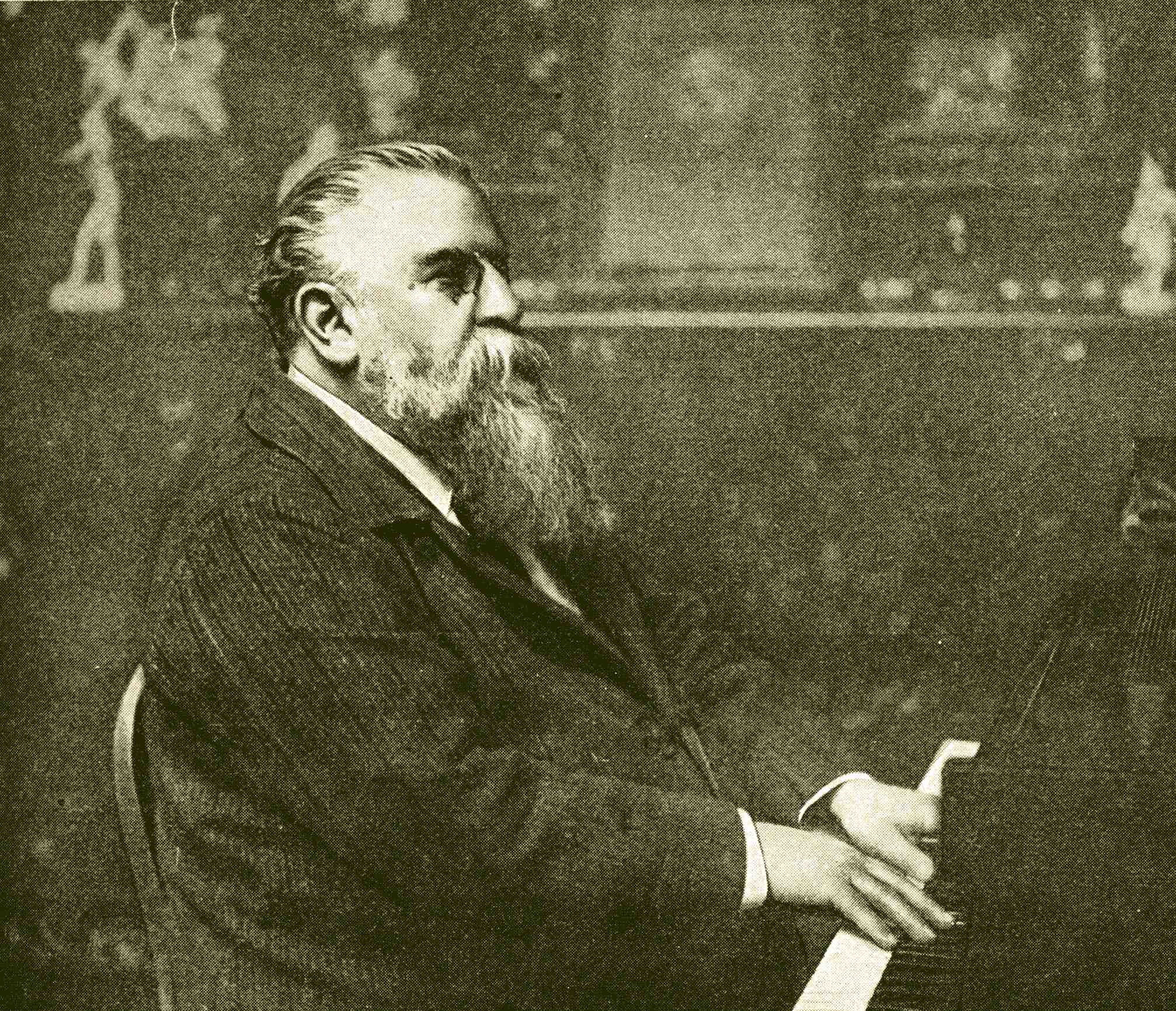
Raoul Pugno (1914)

Una cop a Nova York, Bauer va començar a estudiar amb Henry Holden Huss i Eugene Heffley, a més de la seva germana Emilie. El 1905, els estudis la van fer entrar en contacte amb el pianista i violinista francès Raoul Pugno. Com a conseqüència d'haver crescut en una família d'immigrants francesos, Bauer parlava anglès i francès de manera fluida, i va ensenyar anglès a Pugno i la seva família. Arran d'aquest favor, Pugno va convidar Bauer a estudiar amb ell a Gargenville (prop de París) el 1906. En aquest període va poder conèixer músics com Claude Debussy i Nadia Boulanger. Va ser en aquest moment que Nadia i Bauer van començar a intercanviar classes d'harmonia a canvi de classes d'anglès, tal com havia passat amb Pugno. D'aquesta manera, Bauer es convertia en el primer compositor americà a rebre classes de Boulager (més tard, Boulanger ensenyaria a figures notables com Aaron Copland, David Diamond, Roy Harris i Gail Kubik). Tot i que les primeres classes que va rebre van ser de Pugno i Boulanger, en aquell temps també va estudiar orquestració amb Pierre Monteux, que col·laborava amb Stravinski, Debussy i Ravel.
Quan va tornar a Nova York el 1907, Bauer va continuar els estudis amb Heffley i Walter Henry Rothwell, al mateix temps que ensenyava piano i teoria de la música. En aquells anys va escriure la cançó Light, dedicada a Ernestine Schumann-Heink, una cantant considerada "llegenda nacional". A causa que Ernestine interpretava sovint la cançó de Bauer, la música i la reputació de la compositora van rebre un impuls important, i va començar a ser un nom reconegut dins el món editorial. Després d'un altre any estudiant a Europa, de 1910 a 1911, aquest cop centrat-se en forma i contrapunt amb Paul Ertel a Berlín, Bauer es va començar a considerar a si mateixa compositora de manera seriosa. Va ser després d'aquest període que va retornar a Nova York, el 1912, i va signar un contracte amb l'editor musical Arthur P. Schmidt.
Tot i que va estar activa com a compositora i professora els anys posteriors a 1912, Bauer finalment va emprendre dos períodes d'estudi més a Europa, facilitats en part per herències financeres a les morts de sa mare i del seu germà més gran. El 1914, va retornar un cop més a Berlín per estudiar amb Ertel, però aquest període es va veure escapçat per l'esclat de la Primera Guerra Mundial. Gairebé deu anys més tard, el 1923, Bauer va decidir emprendre un cop més un període d'estudi a Europa, aquest cop al Conservatori de París amb André Gedalge, que també va ensenyar a compositors com Maurice Ravel, Darius Milhaud i Arthur Honegger. En aquell moment, Bauer tenia 40 anys i va donar la raó següent per continuar els estudis: “Com a membre de l'American Music Guild, vaig tenir l'oportunitat de mesurar els meus poders i les meves limitacions amb alguns dels meus col·legues... El resultat va ser un període d'estudi a Europa. Aquest cop vaig decidir que a París trobaria la classe de feina i entorn musical que buscava.” Els estudis de Bauer al Conservatori de París es van interrompre el 1926 quan va rebre la notícia que la seva germana Emilie hi havia estat colpejada per un cotxe. Bauer va tornar a Nova York, però les lesions d'Emilie van resultar fatals i finalment morí el 9 de març de 1926. En els anys que Bauer va viure a Nova York, ho va fer amb l'Emilie fins al 1926, a la seva mort. A partir d'aquell moment, va decidir viure amb la seva germana Flora, deu anys més gran.

### Carrera professional
Després de la mort de la seva germana, Marion va obtenir la posició d'editora al Music Leader, posició que fins al moment ocupava l'Emilie. Tot i que Bauer mai va obtenir un grau universitari (malgrat els seus anys d'estudi), el setembre de 1926 va ser contractada com a professora pel departament de música de la Universitat de Nova York, esdevingué la primera dona a la Facultat de Música. Entre els seus companys de feina hi havia Albert Stoessel, Gustave Reese i Percy Grainger. Durant el temps que va estar a la NYU, del 1926 al 1951, Bauer va donar classes de composició, forma i anàlisi, estètica, crítica i història de la música, i es guanyà la posició de professora associada el 1930. Bauer va ensenyar utilitzant el seu propi llibre, les lectures del qual serien discutides a classe. També va defensar fortament la nova música i feia sonar “els pocs enregistraments i els rotlles de pianola disponibles” o tenia estudiants que interpretaven obres no disponibles. Alguns dels seus estudiants famosos dels anys a la NYU foren Milton Babbitt, Julia Frances Smith, Miriam Gideon, i el director Maurice Peress.
A més d'ensenyar a la NYU, Bauer va donar classes a Juilliard i a la Universitat de Colúmbia. També va ensenyar anualment al Chautauqua Summer Music Institute, a Chautauqua, Nova York, fent conferències recitals de música del segle XX amb el pianista Harrison Potter. Potter va interpretar també la música per a piano de Bauer en altres entorns, incloent els concerts de la League of Composers, la WPA Federal Music Project, el MacDowell Club i el Phi Beta National Fraternity of Music and Speech. Durant els anys de la Gran depressió, Bauer també va passar estius ensenyant al Mills College, el Carnegie Institut i el Cincinnati Conservatory of Music així com a Juilliard.
Els interessos de Bauer la van portar a participar sovint en programes radiofònics com el College of the air de la NYU. Més endavant va continuar en programes de ràdio de Nova York la resta de la seva vida. En aquests programes presentava la seva pròpia música i la d'altres compositors. En algunes ocasions, convidava altres compositors, com Aaron Copland, i mantenien converses en directe. També es retransmetien obres interpretades en directe.
Fins i tot tenint responsabilitats com a professora, Bauer va ser activa com a compositora. Entre el 1919 i el 1944 va passar dotze estius en residència al MacDowell Colony, on va conèixer compositores com Ruth Crawford Seeger i Amy Beach i es va centrar a compondre. Bauer va ajudar a fundar l'American Music Guild, l'American Music Center i l'American Composer's Alliance, on formava part del comitè directiu. El 1937, Aaron Copland va fundar la League of Composers i va demanar a Bauer que formés part del comitè directiu. Bauer a més va ser secretària a la Society for the Publication of American Music i va ajudar a cofundar la Society of American Women Composers el 1925 juntament amb Amy Beach i divuit persones més.
Com a escriptora i crítica de música, Bauer va ser respectada “pel seu punt de vista intel·lectual de la nova música”. Tot i així també va mantenir un nivell accessible en els seus escrits (per exemple, va ser publicada en diverses revistes, va ser editora del Music Leader de Chicago i va publicar el seu llibre Twentieth Century Music, fets que van fer-li guanyar respecte dins el món de la música.) Al mateix temps, Bauer va fer la nova música més accessible amb llibres com How Music Grew: From Prehistoric Times to the Present Day. Bauer també va tenir un punt de vista inclusiu del que formava la música "seriosa", tal com ho demostra el Twentieth Century Music. A més de ser un dels primers llibres que parla sobre serialisme, Twentieth Century Music també anomenava nombroses dones compositores, a diferència d'altres llibres com per exemple Musical Portraits i An Hour with American Music, de Paul Rosenfeld o Our Contemporary Composers, de John Tasker Howard, que només esmentaven compositores breument. El llibre de Bauer també tractava obres modernistes d'artistes afroamericans i incloïa el jazz en el seu paradigma de la música del segle xx.

### Darrers anys
A la primavera de 1951, Bauer s'havia retirat de la seva posició a la NYU, tot i que va continuar donant classes a Juilliard. Bauer també va assistir a una trobada de compositors de la MacDowell Colony el 6 d'agost de 1955. Tres dies més tard, mentre estava de vacances a la casa d'en Harrison Potter i la seva dona a South Hadley, Bauer va morir d'un atac de cor el 9 d'agost de 1955, a punt de complir 73 anys. Va ser enterrada amb les seves germanes Emilie i Minnie al cementiri de Kensico a Valhalla, Nova York.

## Música

### Estil i influències
Tot i defensar la música contemporània, Bauer es podria considerar una compositora conservadora; les seves obres del 1910 al 1920 solen girar a l'entorn d'una tònica, i només va experimentar amb el serialisme els anys propers a 1940 en obres com Patterns. La seva música la condueix generalment la melodia, utilitzant “la tonalitat estesa i emfasitzant de manera colorida l'harmonia i dissonàncies diatòniques.” En la seva obra podem trobar influències impressionistes i romàntiques, però els estudis amb Gédalge van marcar un canvi en la seva manera de compondre, d'un estil tonal cap a un de més impressionista o atonal que es demostra en les seves obres de 1924 Quietude i Turbulence. Per la resta de la seva carrera, Bauer va integrar tant el romanticisme defensat pels seus mestres alemanys amb l'impressionisme que va trobar a París i en la música del seu amic proper Charles Tomlinson Griffes. La influència de Griffes és evident comparant l'obra de l'any 1917 Three Impressions per a piano, de Bauer, amb Roman Sketches, de Griffes, publicada un any abans: ambdues són una suite d'estil impressionista amb un poema que precedeix a cada moviment.
La discrepància entre el conservadorisme de l'obra de Bauer i les obres experimentals que va defensar en escrits com Twentieth Century Music es pot explicar parcialment pels dubtes del seu editor, Arthur P. Schmidt, de donar suport a les obres més modernistes de Bauer. Schmidt i Bauer, tot i que mantenien una relació propera, discrepaven en qüestions d'estil. Quan el contracte de set anys de Bauer estava a punt d'expirar, Schmidt va demanar a Bauer que simplifiqués el seu estil compositiu. La resposta de Bauer va ser la següent: “el fet de no escriure coses senzilles no és per tossuderia. Només puc escriure què sento i algun dia (espero que aviat) aprendré a fer grans coses senzilles. He de fer la meva feina pas a pas de manera evolutiva, no revolucionària. Tinc tan poc de temps per escriure que el canvi natural del meu estil és lent.” També és possible que el fet que Violin Sonata Núm. 2 (publicada més tard amb el títol Fantasia quasi una sonata) fos degradada de la primera a la segona posició en la competició del 1928 de la Society for the Publication of American Music per les seves "tendències modernistes" dirigís Bauer a adoptar un estil compositiu relativament conservador.
Bauer va tenir un paper important en el desenvolupament d'harmonies no tercials en la música americana. Juntament amb Ernest Bloch, Bauer va ser una dels primers compositors americans a experimentar amb harmonia quintal o harmonia basada en quintes superposades, tal com es pot observar en la seva obra Sun Splendor. Bauer va dir sobre Sun Splendor, quan encara no estava orquestrada: "Tinc una obra per a piano que és gran i relativament llarga. Un dels meus companys em va dir l'altre dia que és un èxit tan gran com Violin Sonata i que era una de les obres més importants que m'havia vist fer... Es diu Sun Splendor i va ser escrita per completar un grup d'obres que incloïa el Clar de lluna de Fauré, Clouds de Griffes i Jardins a la lluna de Debussy. Això et pot donar una idea de quin tipus d'obra és, tot i que és més actual que les altres. Personalment m'agrada molt i sento que té un efecte brillant, que és el que intentava aconseguir."
El desenvolupament d'aquesta tècnica harmònica va influenciar la música d'Aaron Copland.

### Actuacions i col·laboracions destacables
Al llarg de la seva vida, la música de Bauer va tenir una bona rebuda per part d'intèrprets, crítics i públic. La violinista Maud Powell va encarregar l'obra Up the Ocklawaha el 1912, una obra impressionista per a violí i piano que reflecteix de manera programàtica l'excursió de la mateixa Powell pel riu Ocklawaha, als Everglades de Florida. Up the Ocklawaha va ser molt elogiada el dia de l'estrena. El 1915 i 1916, les cantants d'òpera May Dearborn-Schwab, Mary Jordan i Elsa Alves van interpretar obres de Bauer exclusivament, a Nova York, acompanyades per la compositora. L'actuació de 1916 va constar de vint cançons de Bauer i va rebre una ressenya positiva en The Musical Leader.
En virtut de les seves activitats en diversos cercles de composició, particularment la League of Composers i la New York Composer's Forum, Bauer estava prou ben situada com per disposar dels mitjans per interpretar les seves obres de format més gran. L'obra de Bauer va ser la segona obra d'una dona a ser interpretada per la New York Philharmonic (Leopold Stokowski va dirigir l'estrena de Sun Splendor el 1947 al Carnegie Hall). Malgrat la seva estrena amb la New York Philharmonic, Sun Splendor no es va publicar mai en cap de les seves versions (piano sol, duet o peça orquestral) i l'únic enregistrament disponible n'és el de l'actuació original, que es troba als arxius de la Nova York Philharmonic.
Un esdeveniment que Bauer va considerar un dels punts destacats de la seva carrera va ser el concert dedicat exclusivament a la seva música del 8 de maig de 1951, al New York Town Hall. Patrocinat per la Phi Beta Fraternity a la jubilació de Bauer de la NYU, les obres que van interpretar aquell dia van abarcar tota la seva carrera, incloent dues obres que fins llavors mai s'havien interpretat: la Dance Sonata, Op. 24 (1932) per ballarí i piano (més tard revisat com a Moods per a piano sol) i Trio sonata II per a flauta, violoncel i piano. Olin Downes va fer la ressenya al New York Times, i va escriure sobre l'esdeveniment: “La música és majoritàriament contrapuntística i la dissonància no hi és absent. Tot i que el concepte fonamental és melòdic, i el pensament clar i lògic, el sentiment és sincer i directe.”

## Crítica
Alguns crítics musicals van promoure una divisió entre música "masculina" i "femenina", fins i tot amb l'augment de dones compositores a inicis de segle. Les ressenyes de les obres més ambicioses i intel·lectuals de Bauer exemplifiquen aquest fenomen: les peces eren ben rebudes pel fet de ser "masculines". Per exemple, a la ressenya de l'estrena de l'String Quartet de Bauer el 1928, William J. Henderson va escriure: 
“Als qui els agrada dissertar sobre les diferències entre l'intel·lecte de la dona i l'home s'han d'haver trobat en dificultats mentre escoltaven el quartet de Bauer. És el més distant a una composició femenina. Això no vol dir que sigui mal educada, descortès o vulgar, sinó que té un ritme masculí i la classe de confiança que es pot associar amb una joventut aventurera.”
Les crítiques més puntegudes cap a Bauer fan referència als seus llibres. Tal com assenyala la musicòloga Susan Pickett sobre How Music Grew: From Prehistoric Times to the Present Day, “el lector d'avui en dia se sentiria ofès amb diversos estereotips ètnics vulgars. "Africà" i "salvatge" s'utilitzen de manera intercanviable. Els àrabs són "bàrbars". Xinesos i japonesos són "ètnies grogues", i més.” De fet, el 1975, Ruth Zinar va publicar un article en què estudiava estereotips ètnics als llibres de música recomanats per a nens, i li va reservar les crítiques més ferotges a Bauer: “De tots els llibres estudiats, el llibre de Marion Bauer i Ethel Peyser How Music Grew: From Prehistoric Times to the Present Day ha de ser considerat el més ofensiu, a més de tenir inexactituds.” Les edicions més tardanes van ser editades per ser més sensibles a assumptes d'ètnia.

## Vida personal

### Personalitat
Segons deien els seus amics, col·legues i estudiants, Bauer era una persona amable i benhumorada que tractava els altres amb cordialitat, compassió, i generositat. Milton Babbitt també recorda en la seva introducció a l'edició del 1978 de Twentieth Century Music com ell i els seus companys de classe es referien a Bauer “no per burlar-se'n, sinó afectuosament” com “"tieta Marion" per les seves maneres i aspecte matronals, i fins i tot per les seves classes, que portava de manera que fossin adequades per a l'hora del te.” També descriu Bauer com generosa i sensible, particularment a l'hora de guiar les carreres dels seus estudiants, però també en termes de la seva manera d'escriure, ja que esmenta molts compositors i organitzacions.

### Religió
Tot i provenir d'una família d'immigrants jueus, Bauer no va ser practicant en la seva vida adulta. Tot i que el seu funeral el va oficiar un rabí, el seu cos va ser incinerat posteriorment, fet que està prohibit per l'Halacà. A més, tant Maurice Peress, un estudiant, com Frederic Stoessel expliquen que Bauer practicava la ciència cristiana, un fet confirmat per una carta que Bauer va escriure el 1923 expressant “un desig de publicar una cançó apropiada pel servei de la ciència cristiana.” De tota manera, encara no s'ha trobat cap confirmació sobre l'afiliació religiosa de Bauer.

### Orientació sexual
Tot i que gran part de la vida personal de Bauer és desconeguda, se sap que Bauer mai es va casar. En comptes d'això, va viure amb la seva germana Emilie fins a la seva mort el 1926. A partir d'aquell moment, Bauer va anar a viure amb la seva germana Flora, que també vivia a Nova York, una convivència que va durar fins a la mort de Flora a principis del 1950.
Tot i que no ha estat confirmat, els escrits de Ruth Crawford Seeger, juntament amb els comentaris de Martin Bernstein (antic catedràtic del Departament de música de la NYU) i Milton Babbitt, impliquen que Bauer hauria pogut ser homosexual. Crawford i Bauer es van conèixer a la MacDowell Colony el 1929, on Bauer es va convertir ràpidament en mentora i amiga de Crawford. Tot i que Crawford preferia considerar la seva relació com a “amor de mare o germana”[50] també va reconèixer que, en algun moment, la seva relació va estar al marge de la sexualitat, particularment per part de Bauer, quan va reservar una única habitació d'hotel per a elles dues al Festival Internacional de Música Contemporània a Liège el setembre de 1930, que va fer sentir Crawford “incòmoda”. Martin Bernstein, un amic de Bauer i antic catedràtic del Departament de música de la NYU, va declarar: “Com a dona, [Bauer] tenia molt poc d'interès en els homes (èmfasi a l'original)... Almenys, si va tenir qualsevol encontre romàntic amb cap home, no en sabem res.” Babbitt va reforçar el que deia Bernstein en una entrevista sobre Bauer, hi va dir: “Ella va ser... Diguem-ne "soltera", però era totalment amable.” Així doncs, no s'han trobat proves concloents sobre l'orientació sexual de Bauer.

## Llegat
El llegat de Bauer ens deixa no sols 160 composicions i cinc llibres, sinó també l'impacte que va tenir en les carreres de Ruth Crawford Seeger i Milton Babbitt, que van acabar esdevenint compositors americans reconeguts. Després de conèixer-se a la MacDowell Colony el 1929, Bauer va esperonar els esforços compositius de Crawford i “va contribuir al seu creixement musical i visibilitat professional.” Per a Crawford, Bauer va representar una connexió potent a l'establiment musical. Amb la seva posició al Musical Leader, Bauer podia publicar “una ressenya brillant d'un concert privat de la música de Crawford”; a més, Bauer va presentar Crawford a Gustave Reese, un editor al G. Schirmer, empresa editorial del moment.
Bauer també va tenir un impacte significatiu en el desenvolupament de la carrera de Babbitt. Babbitt va decidir estudiar amb Bauer a la NYU el febrer de 1934, després de llegir l'edició de 1933 de Twentieth Century Music. En la introducció a una edició posterior, Babbitt explica els seus pensaments en llegir l'obra per primer cop: “Aquest era un llibre... Que concernia amb interès, amb admiració, de manera entusiasta, i fins i tot afectuosament unes obres musicals que, en entorns més acadèmics, no es podien mencionar, eren intocables i no se'n podia parlar, i en qualsevol altre lloc eren desconegudes.” Babbitt esmenta concretament el seu agraïment per l'exposició dels compositors serialistes acompanyats d'exemples musicals; durant els anys de la Gran depressió, el preu de les partitures (especialment de la nova música) era prohibitiu, i només unes quantes biblioteques en van poder aconseguir. Babbitt va demostrar un gran respecte a Bauer. El 1983 va dir que Bauer era “una persona meravellosa... Algú per qui faré el que faci falta per immortalitzar.”

## Obra
De la llista d'obres de Bauer al New Grove:

### Obres orquestrals
| Obres orquestrals |                                 |                                   |                 |                  |
| Opus              | Títol                           | Comentaris                        | Instrumentació  | Període          |
| 20a               | Lament on an African Theme      |                                   | Cordes          | 1927             |
| 34                | Symphonic Suite                 |                                   | Orquestra       | 1940             |
| 36                | Piano Concerto "American Youth" | Arranjat per a dos pianos el 1946 | Orquestra       | 1943             |
| 45                | Symphony No. 1                  |                                   | Orquestra       | 1947-1950        |
| 43                | Prelude and Fugue               |                                   | Flauta i cordes | 1948 (rev. 1949) |

### Obres de cambra
| Obres de cambra |                                                                        |                                                                   |                                               |                  |
| Opus            | Títol                                                                  | Comentaris                                                        | Instrumentació                                | Període          |
| 6               | Up the Ocklawaha                                                       |                                                                   | Violí i piano                                 | 1913             |
| 14              | Sonata No. 1                                                           |                                                                   | Violí i piano                                 | 1921 (rev. 1922) |
| 20              | String Quartet                                                         |                                                                   | Quartet de corda                              | 1925             |
| 18              | Fantasia Quasi una Sonata                                              | També coneguda com a Violin Sonata No. 2                          | Violí i piano                                 | 1925             |
| 25              | Suite (Duo)                                                            |                                                                   | Oboè i clarinet                               | 1932             |
| 22              | Sonata                                                                 |                                                                   | Viola o clarinet i piano                      | 1932             |
| 32b             | Concertino                                                             |                                                                   | Oboè, clarinet i quartet de corda o orquestra | 1939 (rev. 1943) |
| 40              | Trio Sonata No. 1                                                      |                                                                   | Flauta, cello i piano                         | 1944             |
| 41              | Five Pieces (Patterns)                                                 | No. 2 arranjat per a doble quientet de fusta i contrabaix el 1948 | Quartet de corda                              | 1946-1949        |
| 39/2a           | Aquarelle                                                              |                                                                   | Doble quintet de fusta i 2 contrabaixos       | 1948             |
| 47              | Trio sonata No. 2                                                      |                                                                   | Flauta, cello i piano                         | 1951             |
| 48              | Woodwind Quintet, Op. 48, flauta, oboè, clarinet, fagot, trompa (1956) |                                                                   | Flauta, oboè, clarinet, fagot i trompa        | 1956             |

### Obres per a teclat
| Obres per a teclat |                               |                                  |                |           |
| Opus               | Títol                         | Comentaris                       | Instrumentació | Període   |
| 10                 | Three Impressions             |                                  | Piano          | 1918      |
| 12                 | From the New Hampshire Woods  |                                  | Piano          | 1922      |
| -                  | Three Preludettes             |                                  | Piano          | 1921      |
| 15                 | Six Preludes                  |                                  | Piano          | 1922      |
| 17/2               | Turbulence                    |                                  | Piano          | 1924      |
| -                  | A Fancy                       |                                  | Piano          | 1927      |
| -                  | Sun Splendor                  | Arranjat per a 2 pianos el ?1930 | Piano          | ?1929     |
| 21                 | Four Piano Pieces             |                                  | Piano          | 1930      |
| 24                 | Dance Sonata                  |                                  | Piano          | 1932      |
| 46                 | Moods (Three Moods for Dance) |                                  | Piano          | 1950/1954 |
| 48                 | Anagrams                      |                                  | Piano          | 1950      |
| -                  | Meditation and Toccata        |                                  | Orgue          | 1951      |

### Obres corals
| Obres corals |                                                          |                                  |                             |
| Opus         | Títol                                                    | Instrumentació                   | Període                     |
| 3            | Wenn ich rufe an dich, Herr, mein Gott (Ps xxviii)       | Soprano, cor femení, piano/orgue | 1903                        |
| -            | Fair Daffodils (R. Herrick)                              | Cor femení i teclat              | 1914                        |
| -            | Orientale (E. Arnold)                                    | Soprano i orquestra              | 1914 (orq. 1932, rev. 1934) |
| 8            | The Lay of the Four Winds (C.Y. Rice)                    | Cor masculí i piano              | 1915                        |
| 22, Nos. 1-3 | Three Noëls (L.I. Guiney, trad.)                         | Cor femení i piano               | 1930                        |
| 27           | Here at High Morning (M. Lewis)                          | Cor masculí                      | 1931                        |
| 35           | The Thinker                                              | Cor mixt                         | 1938                        |
| 38           | China (B. Todrin)                                        | Cor mixt i piano o orquestra     | 1943                        |
| 42           | At the New Year (K. Patchen)                             | Cor mixt i piano                 | 1947                        |
| -            | Death Spreads his Gentle Wings (E.P. Crain)              | Cor mixt                         | 1949 (rev. 1951)            |
| 49           | A Foreigner Comes to Earth on Boston Common (H. Gregory) | Soprano, tenor, cor mixt i piano | 1953                        |

### Altres obres vocals
| Altres obres vocals |                                           |                            |                  |
| Opus                | Títol                                     | Instrumentació             | Període          |
| -                   | Coyote Song                               | Baríton i piano            | 1912             |
| -                   | Send Me a Dream (Intuition) (E.F. Bauer)  | Veu i piano                | 1912             |
| -                   | Phillis (C.R. Defresny)                   | Veu i piano                | 1914             |
| -                   | By the Indus (Rice)                       | Veu i piano                | 1917             |
| -                   | My Faun (O. Wilde)                        | Veu i piano                | 1919             |
| -                   | Night in the Woods (E.R. Sill)            | Veu i piano                | 1921             |
| -                   | The Epitaph of a Butterfly (T. Walsh)     | Veu i piano                | 1921             |
| -                   | A Parable (The Blade of Grass) (S. Crane) | Veu i piano                | 1922             |
| 16                  | Four Poems (J.G. Fletcher)                | Veu i piano                | 1924             |
| -                   | Faun Song                                 | Alto i orquestra de cambra | 1934             |
| -                   | Four Songs (Suite)                        | Soprano i quartet de corda | 1935 (rev. 1936) |
| -                   | Songs in the Night (M.M.H. Ayers)         | Veu i piano                | 1943             |
| -                   | The Harp (E.C. Bailey)                    | Veu i piano                | 1947             |
| -                   | Swan (Bailey)                             | Veu i piano                | 1947             |

### Llibres i escrits
| Llibres i escrits          | |
| Autors                     | Títol |
| Marion Bauer, Ethel Peyser | How Music Grew: From Prehistoric Times to the Present Day. Nova York, 1925 (rev. 1939) |
| Marion Bauer, Ethel Peyser | Music through the Ages: a Narrative for Student and Layman. Nova York, 1932 (ampliat el març de 1967 per Elizabeth Rogers com a Music through the Ages: an Introduction to Music History) |
| Marion Bauer               | Twentieth Century Music. Nova York, 1933 (rev. febrer de 1947) |
| Marion Bauer               | Musical Questions and Quizzes: a Digest of Information about Music. Nova York, 1941 |
| Marion Bauer, Ethel Peyser | How Opera Grew: from Ancient Greece to the Present Day Nova York, 1956 |